# Сэвидж, Майкл Джозеф
Майкл Джо́зеф Сэ́видж (англ. Michael Joseph Savage; 23 марта 1872 — 27 марта 1940) — 23-й премьер-министр Новой Зеландии в 1935—1940 годах.

## Ранние годы
Родился в Татонге, штат Виктория, Австралия. Сэвидж занялся политикой ещё в Австралии. В 1907 году он переехал в Новую Зеландию. Здесь он сменил множество мест работы, был шахтёром, работал на переработке льна и складским рабочим, пока не занялся профсоюзной деятельностью. Первоначально Сэвидж выступал против создания в 1910 году Лейбористской партии Новой Зеландии, которую он считал недостаточно социалистической. Вместо этого он стал председателем Новозеландской федерации труда, известной как «Красная Федерация (Red Feds)».

## Политическая карьера

### Социалистический период
На выборах 1911 года Сэвидж безуспешно выдвигал свою кандидатуру от Социалистической партии в округе Окленд Сентрал. Во время Первой мировой войны он выступал против всеобщей воинской обязанности, заявляя, что, прежде чем призывать людей, необходимо обеспечить им благополучие. После войны в 1919 году Сэвидж был избран в парламент от Лейбористской партии в округе Окленд-Уэст. Он стал одним из восьми лейбористов в парламенте, а со временем стал лидером Лейбористской партии после смерти Гарри Холланда в 1933 году. Он принял участие в создание коалиции Лейбористской партии и партии Ратана (оформлена в 1936 году).

## Премьер-министр

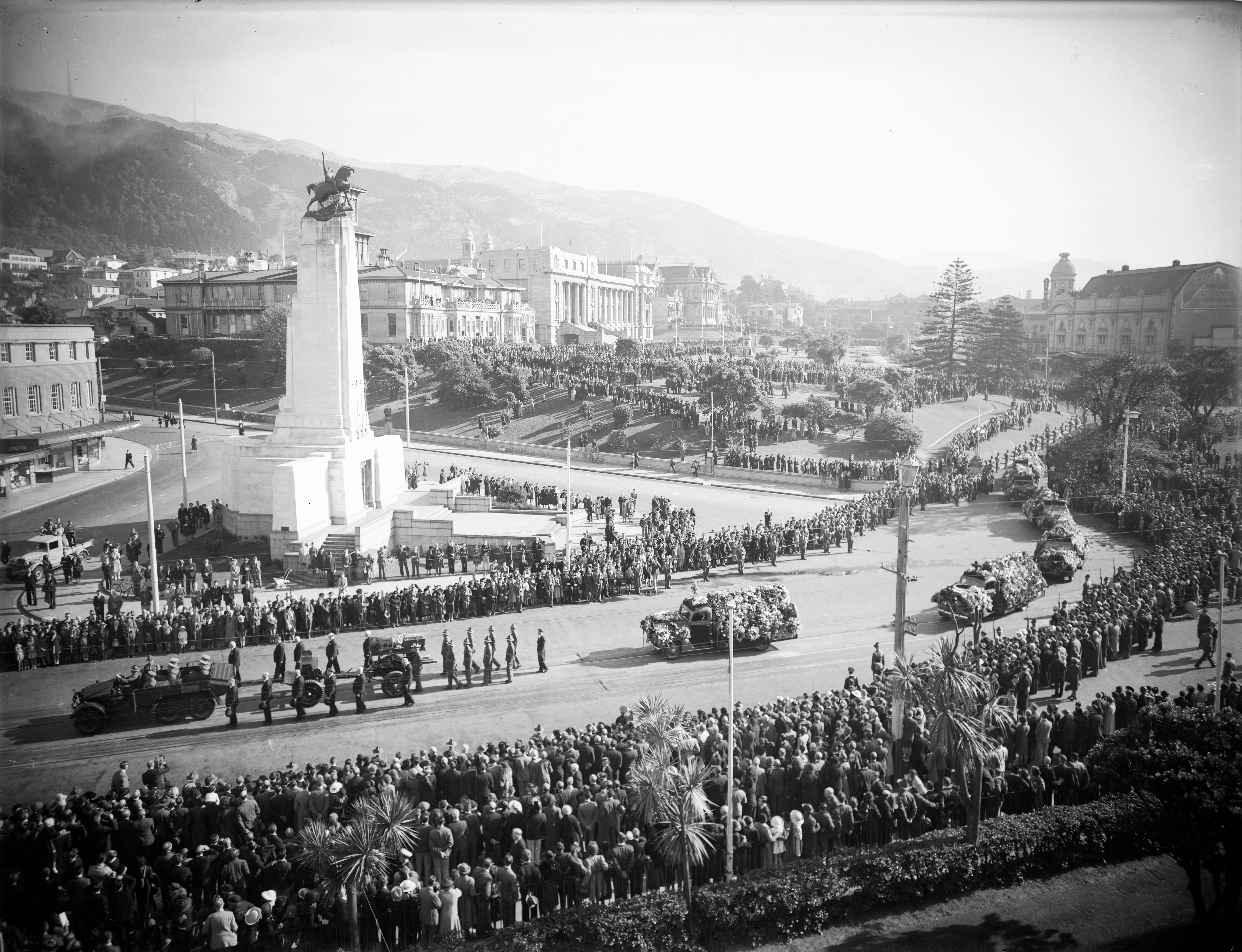
Похороны Майкла Сэвиджа.

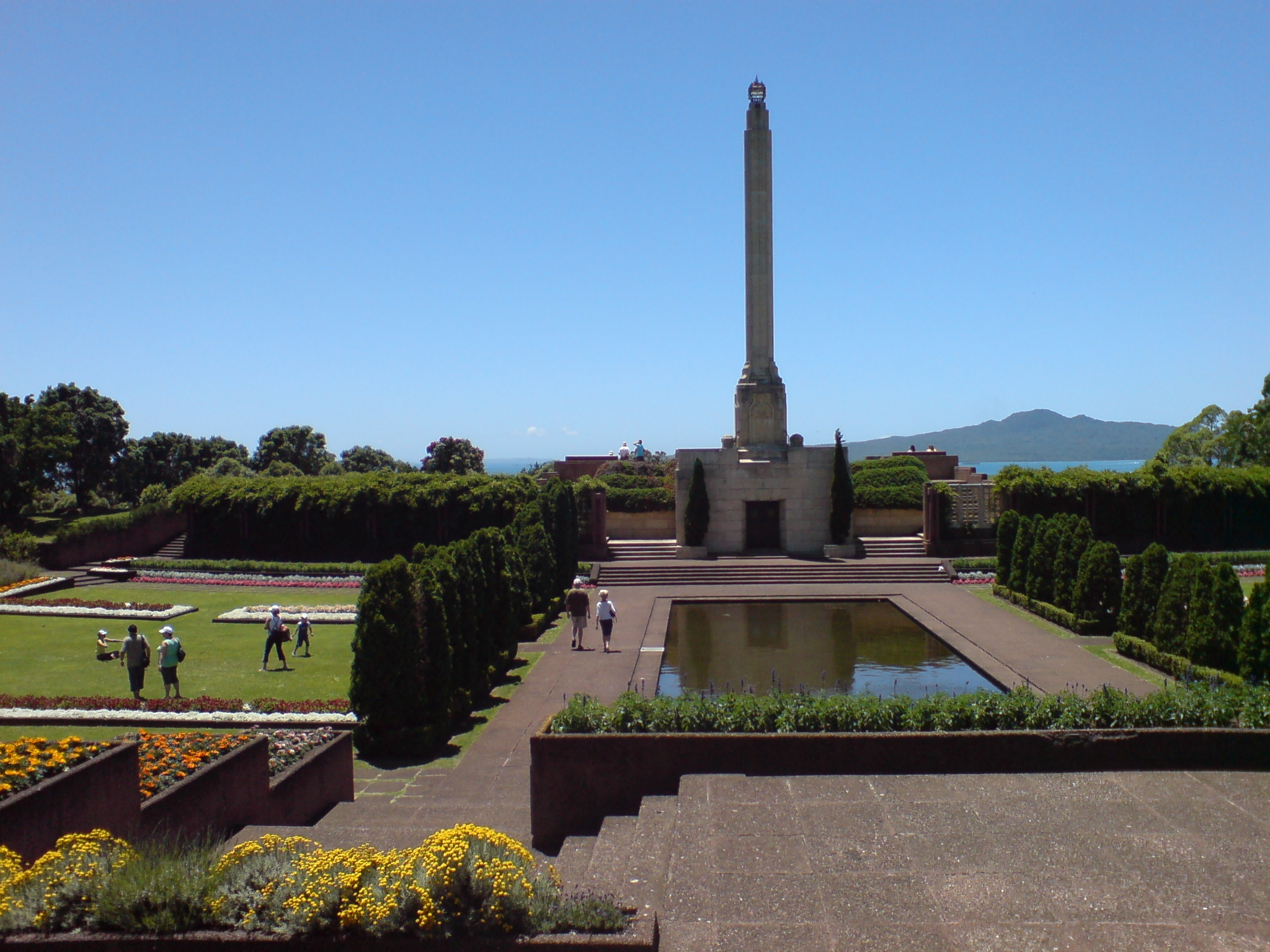
Мемориал на месте захоронения Сэвиджа.

Во время Великой депрессии Сэвидж объездил всю страну и стал культовой фигурой. Великолепный оратор, он стал наиболее известным политиком в стране и привёл лейбористов к победе на выборах 1935 года. Первое лейбористское правительство быстро добилось популярности и с лёгкостью подтвердило свои полномочия на выборах 1938 года с ещё большим перевесом. В это время Сэвидж заболел раком кишечника, он отложил необходимое лечение, чтобы принять участие в предвыборной кампании. В 1940 году он умер от рака.
Сэвидж ввёл страну во Вторую мировую войну, официально объявив войну нацистской Германии 3 сентября 1939 года, спустя несколько часов после Великобритании. В отличие от Австралии, которая чувствовала себя обязанной объявить войну, поскольку она также не ратифицировала Вестминстерский статут, Новая Зеландия сделала это в знак поддержки Великобритании и поддержки прекращения прежней политики умиротворения диктатур, против которой выступала Новая Зеландия. Спустя два дня премьер Сэвидж заявил (с больничной койки):
С благодарностью за прошлое и с уверенностью в будущем мы без страха встаём в один ряд с Британией. Мы пойдем туда, куда пойдет она, мы встанем там, где встанет она. Мы лишь маленькая и юная нация, но мы маршируем в союзе сердец и душ к общей судьбе.
Сэвидж проявлял почти религиозное рвение к политике. Это и его смерть на посту сделали его иконой левого движения. Создатель «государства всеобщего благосостояния», его портрет висит во многих домах сторонников лейбористов. С годами Сэвидж отверг рационализм и вернулся к своим католическим корням: во время его государственных похорон была проведена заупокойная месса. Хотя молодое поколение новозеландцев всё меньше знает о нём, многие пожилые жители страны продолжают помнить и уважать его.
Сэвидж всю жизнь был холостяком и жил в Окленде вместе с Альфом и Элизабет Френч с 1908 года до самой смерти.
Сэвидж похоронен в мемориале Сэвиджа, расположенном в Бастион-Пойнт бухты Вайтемата Окленда. Мемориал представляет собой мавзолей на вершине утёса с высокой башней наверху, расположенный перед садом и водоёмом.

## Рекомендуемая литература
- From the Cradle to the Grave: a biography of Michael Joseph Savage by Barry Gustafson (1986, Reed Methuen, Auckland) ISBN 0-474-00138-5